# Новикова, Ольга Александровна (ориентировщица)
О́льга Алекса́ндровна Но́викова (род. 1985, Володарское, Кокчетавская область) — российско-казахстанская ориентировщица на лыжах, мастер спорта Республики Казахстан международного класса.

## Биография
Родилась в селе Володарское Володарского района Кокчетавской области в семье спортсменов-ориентировщиков. В годы распада СССР семья переехала в Горнозаводск (Пермский край).
Выступая на молодёжных чемпионатах мира, Ольга завоевала четыре золота и три серебра.
В 2007 году, выступая за Россию, Ольга завоевала серебро чемпионата мира.
С 2008 года живёт в Астане и выступает за сборную Казахстана.
На зимней Азиаде 2011 года в соревнованиях, проходивших в Солдатском ущелье вблизи Текели, О. А. Новикова стала четырёхкратным чемпионом.
На чемпионате мира в Риддере была 7-й в спринте, 16-й — на длинной дистанции, 17-й — на средней дистанции, 7-й — в эстафете и также 7-й — в смешанной эстафете.